# Andrew Tracy

Andrew Tracy

Andrew Tracy (* 15. Dezember 1797 in Hartford, Vermont; † 28. Oktober 1868 in Woodstock, Vermont) war ein US-amerikanischer Politiker. Zwischen 1853 und 1855 vertrat er den zweiten Wahlbezirk des Bundesstaates Vermont im US-Repräsentantenhaus.

## Werdegang
Andrew Tracy besuchte die Royalton Academy und die Randolph Academy und studierte danach zwei Jahre lang am Dartmouth College in Hanover (New Hampshire). Anschließend arbeitete er selbst als Lehrer. Nach einem Jurastudium und seiner 1826 erfolgten Zulassung als Rechtsanwalt begann er in Quechee im Windsor County zu praktizieren. Im Jahr 1838 verlegte er seinen Wohnsitz und seine Kanzlei nach Woodstock.
Tracy wurde Mitglied der Whig Party. Von 1833 bis 1837 war er Abgeordneter im Repräsentantenhaus von Vermont. Im Jahr 1839 wurde er in den Staatssenat gewählt; 1840 kandidierte er erfolglos für einen Sitz im US-Repräsentantenhaus. Stattdessen wurde er von 1843 bis 1845 erneut Abgeordneter und sogar Präsident des Repräsentantenhauses von Vermont.
1852 wurde Tracy im zweiten Distrikt von Vermont in das US-Repräsentantenhaus in Washington gewählt, wo er am 4. März 1853 die Nachfolge von William Hebard antrat. Im Jahr 1854 lehnte er eine erneute Kandidatur ab. Damit konnte er bis zum 3. März 1855 nur eine Legislaturperiode im Kongress verbleiben. Nach dem Ende seiner Zeit im Repräsentantenhaus arbeitete Tracy wieder als Anwalt. Er hat bis zu seinem Tod im Jahr 1868 keine weiteren höheren politischen Ämter mehr bekleidet.